# ناحیه میلز، شهرستان باند، ایلینوی
ناحیه میلز، شهرستان باند، ایلینوی (به انگلیسی: Mills Township) یک منطقهٔ مسکونی در ایالات متحده آمریکا است که در شهرستان باند، ایلینوی واقع شده‌است. ناحیه میلز ۵۵۲ نفر جمعیت دارد و ۱۵۴ متر بالاتر از سطح دریا واقع شده‌است.